# Los ojos dejan huellas
Los ojos dejan huellas es una película española de suspense de 1952, dirigida por José Luis Sáenz de Heredia. Protagonizada por el actor italiano Raf Vallone y su mujer Elena Varzi. Es una coproducción con Italia, donde se tituló Uomini senza pace ("Hombres sin paz").

## Reparto
- Raf Vallone como Martín Jordán.
- Elena Varzi como Berta.
- Julio Peña como Roberto Ayala.
- Fernando Fernán Gómez como el agente Díaz.
- Emma Penella como Lola.
- Félix Dafauce como comisario Ozalla.
- Beni Deus como encargado del Café Gijón.
- Juanita Mansó como encargada del teléfono.

## Premios
Octava edición de las Medallas del Círculo de Escritores Cinematográficos
| Categoría               | Nominados                  | Resultado |
| ----------------------- | -------------------------- | --------- |
| Mejor película          | Mejor película             | Ganadora  |
| Mejor director          | José Luis Sáenz de Heredia | Ganador   |
| Mejor actriz secundaria | Emma Penella               | Ganadora  |
| Mejor fotografía        | Manuel Berenguer           | Ganador   |
| Mejor guion             | Carlos Blanco              | Ganador   |